# Kopfstütze

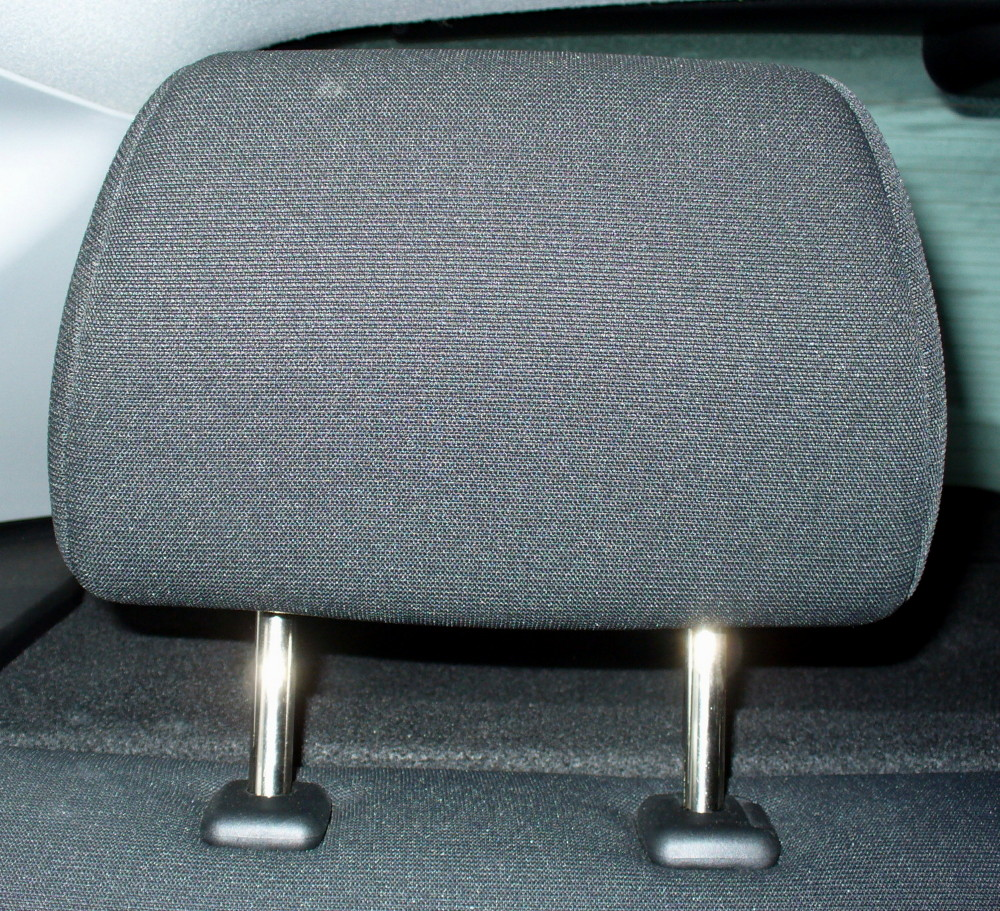
Heckkopfstütze

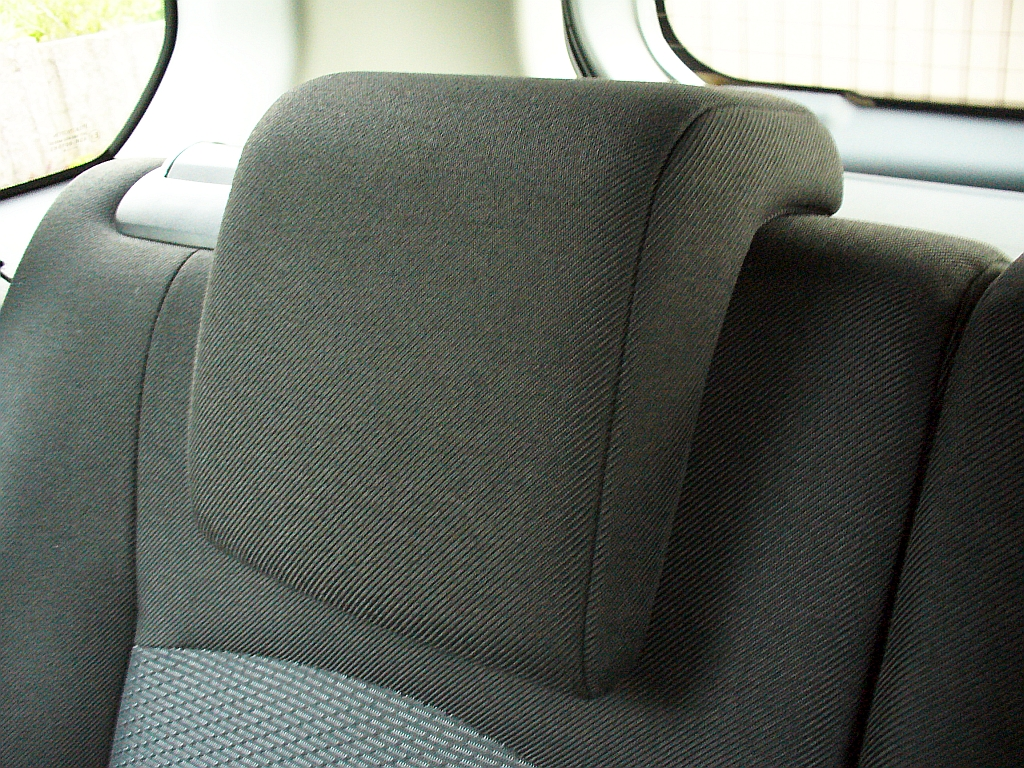
Versenkbare Heckkopfstütze

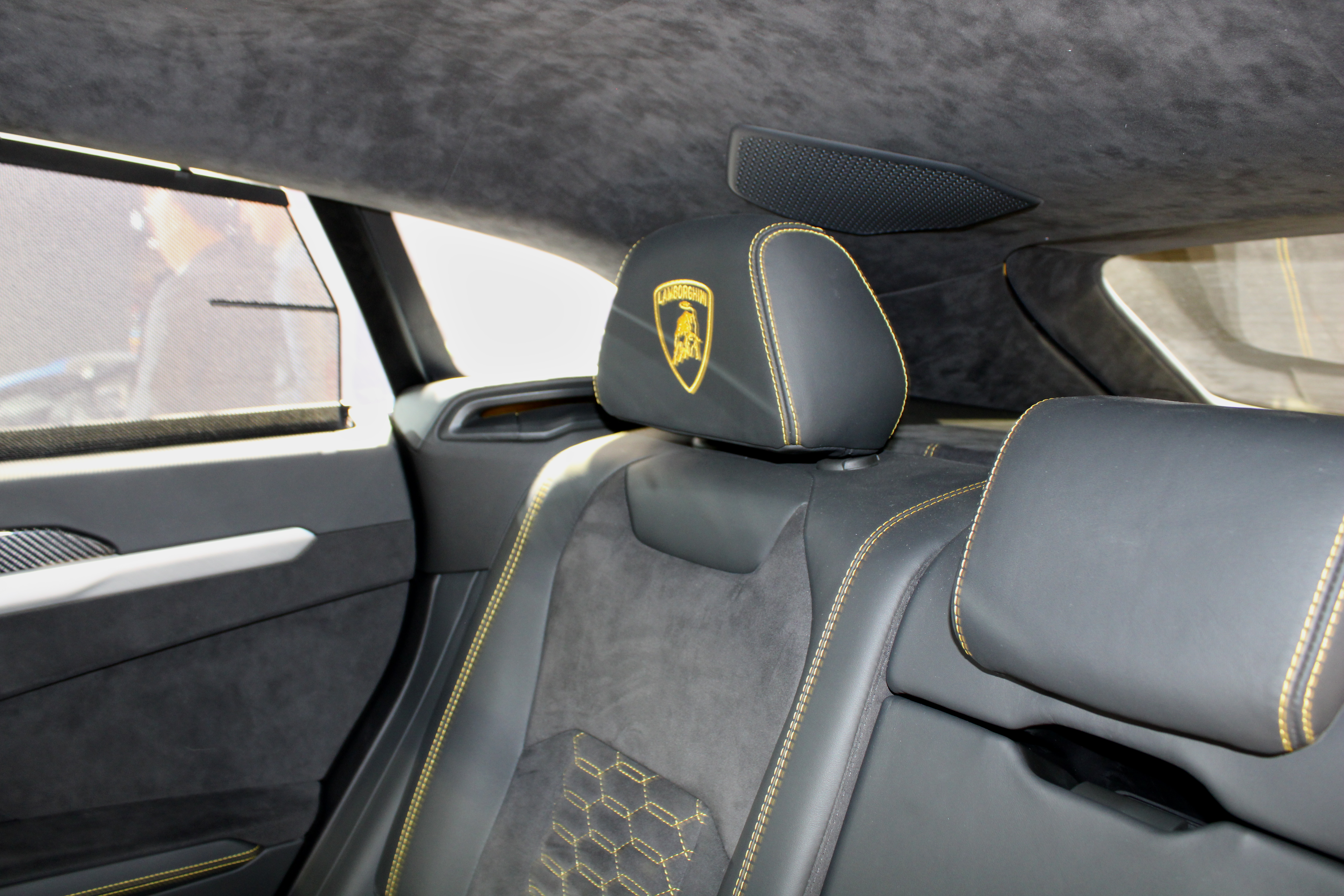
Heckkopfstütze im Lamborghini Urus

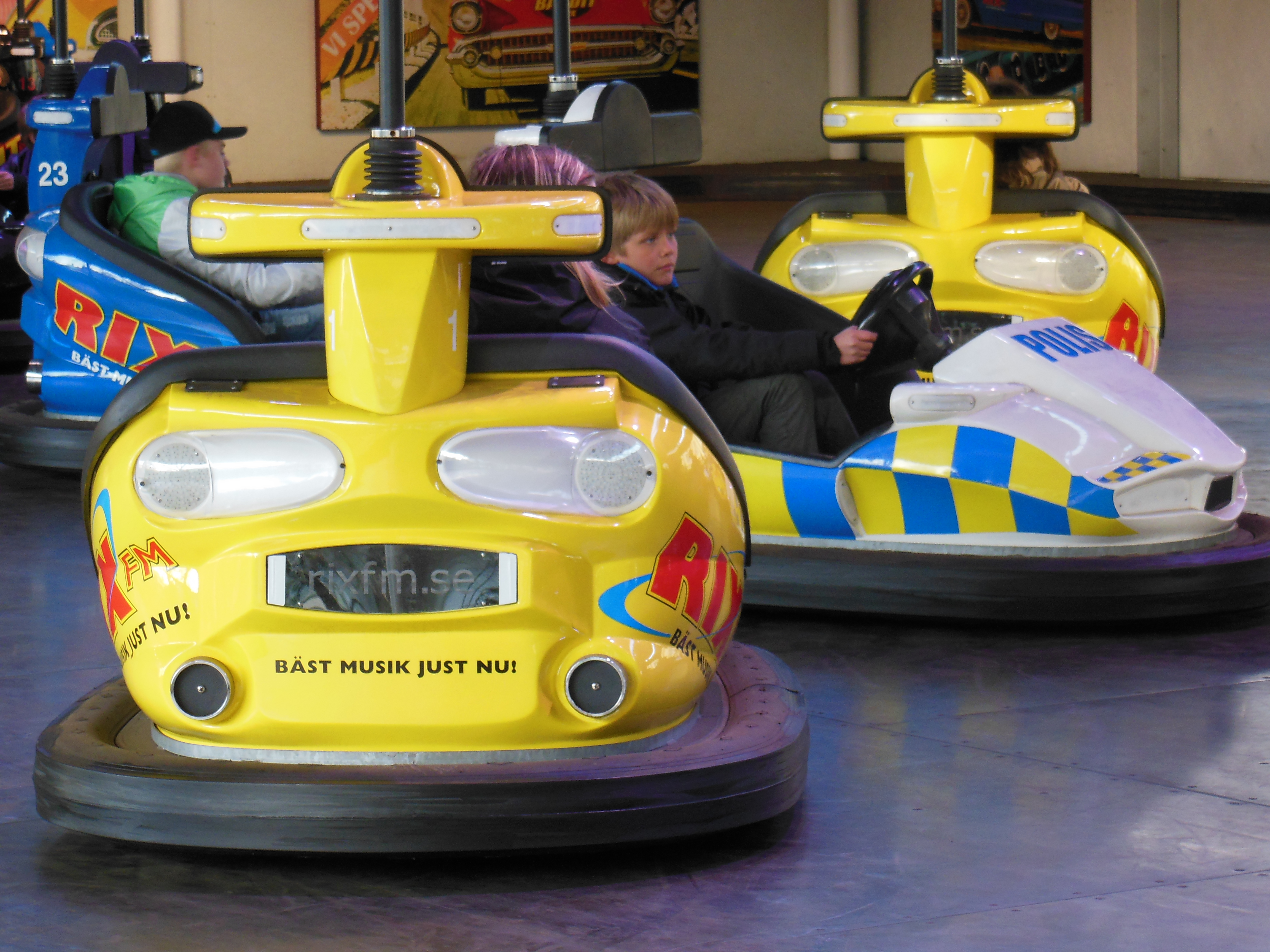
Autoscooter mit Kopfstütze

Kopfstützen in Fahrzeugen dienen der Verminderung von Krafteinwirkungen auf die Halswirbelsäule bei plötzlicher Veränderung der Fahrzeugbewegung. Insbesondere schützen sie die Insassen bei Unfällen. In PKW sind sie üblicherweise an der Rückenlehne des Autositzes befestigt. 
Die in den 1960er Jahren durch wachsenden Wohlstand extrem zunehmende Verkehrsdichte führte zu einer ansteigenden Anzahl von Unfällen und Verletzten im Straßenverkehr. In diesem Zusammenhang erkannte man damals in der Automobilindustrie einen erhöhten Innovationsbedarf im Automobilbau zur Vermeidung von Verletzungen bei einem Unfall. Neben dem Sicherheitsgurt hielt so auch die Kopfstütze verbreitet Einzug in neue Automobile.

## Geschichte
Das erste bekannte Patent für einen Headrest (Kopfstütze) im Auto wurde dem Amerikaner Benjamin Katz 1921 erteilt. Weitere Patente folgten in den 1930er und 1950er Jahren. Die meisten Kopfstützen dieser Zeit waren nicht in den Sitz integriert, sondern mit einer großen Manschette auf die Lehne aufsetzbar. Manche Modelle zurrte man zusätzlich seitlich an der Lehne fest. Die Anbieter von Automobilzubehör mussten sich mit ihren Nackenstützen auf jedes neu auf den Markt kommende Automobil einstellen. So lieferte etwa der größte englische Konzern für Autozubehör, Karobes, unmittelbar nach Erscheinen des NSU Prinz Typ 110 Anfang 1966 die exakt dazu passende Nackenstütze, „die ohne eine Schraube befestigt wird und sich nach vorn und hinten neigen lässt.“ Am 1. Januar 1969 wurden Nackenstützen für US-Neuwagen Pflicht, in den 1970er Jahren zogen die asiatischen und europäischen Autohersteller nach.
In Deutschland war Karl Meier der Pionier auf dem Gebiet der Kopfstützen. Er gründete 1952 die Firma Kamei, abgeleitet von KArl MEIer. Meier hatte sich schon zuvor mit der Herstellung diverser Zubehörteile für den Innenraum des VW Käfers beschäftigt und u. a. die so genannte „Schlummerrolle“ erfunden. Diese stand in der Kritik, die Müdigkeit des Fahrers zu fördern. Meier argumentierte dagegen, dass entspanntes Fahren die Konzentration fördere und zudem das Genick des Fahrers schone. Diesen Sicherheitsaspekt verfolgte Karl Meier weiter und präsentierte wenig später die ersten Sicherheits-Kopfstützen.

## Wirkungsweise
Beim starken Verzögern des Autos – bei Vollbremsungen oder beim Aufprall des Fahrzeugs auf ein Hindernis – schnellt der Kopf der Fahrzeuginsassen aufgrund des Trägheitsgesetzes zunächst nach vorne, um dann im Moment des vollständigen Fahrzeugstillstandes wieder nach hinten zu schlagen. Ohne Kopfstütze würden so die Halswirbel über ihre Belastungsgrenze hinaus nach hinten überdehnt. Es kann ggf. zu einem schweren Schädel-Hirn-Trauma oder zu Nervenquetschungen kommen.
Vor allem bei einem Heckaufprall wird durch die Kopfstütze eine Überdehnung der Halswirbelsäule verhindert.

## Justage
Die Kopfstützen, welche sich in der Höhe oder Neigung manuell oder elektrisch einstellen lassen, sollten so justiert sein, dass die Oberkante der Kopfstütze auf Scheitelhöhe (des Kopfes) liegt; der Hinterkopf ist maximal einige wenige Zentimeter von der Kopfstütze entfernt. Nur so kann im Notfall die Funktion der Kopfstütze voll zur Wirkung kommen.
Als Stütze im Wortsinn ist die Kopfstütze aber nur im Notfall geeignet. Während des normalen Fahrbetriebs sollte sie den Kopf nicht berühren, um die Beweglichkeit nicht einzuschränken. Auch kann das Abstützen des Kopfes zu einer zu weit reichenden Entspannungshaltung auf Kosten der Wachsamkeit verleiten.

## Gesetzliche Regelung
In Deutschland sind Kopfstützen gemäß der Straßenverkehrszulassungsordnung bei Fahrzeugen bis 3,5 t an den vorderen Außensitzen nach § 35a Abs. 2 vorgeschrieben:

## Aktive Kopfstütze
Kopfstützen sind in Automobilen Bestandteil des passiven Sicherheitssystems. Einige Kopfstützen, sogenannte aktive Kopfstützen, neigen sich beim Aufprall nach vorne, um den Kopf wertvolle Millisekunden eher auffangen zu können (vgl. WHIPS, etwa ab dem Jahr 2000). Dadurch wird der so genannte „Peitschenschlag-Effekt“ verhindert, eine S-förmige Überstreckung der Wirbelsäule. Ausgelöst wird das durch die Trägheitskräfte des Insassen, wenn ein Fahrzeug von hinten auffährt. Bei aktiven Kopfstützen ist in der Sitzlehne ein Hebelsystem integriert, welches die Kopfstütze nach vorne klappt. Immer mehr Autohersteller rüsten ihre Fahrzeuge bereits ab der Kompaktklasse mit aktiven Kopfstützen aus, unter anderem  auch Honda und Hyundai. Letzteres war 2013 nicht mehr bei allen Herstellern der Fall. Einige aktive Kopfstützen sollen in Zukunft auch Airbagsysteme beinhalten.

## Varianten
Mitte der 80er Jahre kamen in der Mitte offene, sogenannte Rahmenkopfstützen auf den Markt, die etwas mehr Sicht nach hinten ermöglichen.
Die vorderen Kopfstützen können auch Teil des Multimediasystems im Auto, und mit Bildschirmen für die Passagiere im Fond ausgerüstet sein.